# Компињи
Компињи (фр. Compigny) насеље је и општина у источном делу централне Француске у региону Бургоња, у департману Јон која припада префектури Санс.
По подацима из 2011. године у општини је живело 162 становника, а густина насељености је износила 20,8 становника/km². Општина се простире на површини од 7,79 km². Налази се на средњој надморској висини од 116 метара (максималној 157 m, а минималној 87 m).

## Демографија
| 1962. | 1968. | 1975. | 1982. | 1990. | 1999. | 2011. |
| ----- | ----- | ----- | ----- | ----- | ----- | ----- |
| 100   | 110   | 75    | 92    | 112   | 117   | 162   |

График промене броја становника у току последњих година